# Joey Wentz
Joseph Barrett Wentz (Lawrence, Kansas, 6 de octubre de 1997), más conocido como Joey Wentz, es un jugador profesional estadounidense de béisbol que se desempeña en la posición de lanzador en Pittsburgh Pirates, equipo de las Grandes Ligas de Béisbol (MLB).

## Carrera
Wentz hizo su debut en la MLB con el equipo Detroit Tigers, en el cual jugó tres temporadas (2022-2024), después pasó a Pittsburgh Pirates, donde lleva jugando una temporada.